# Home From Home
Home from Home é o quinto álbum de estúdio da banda de sueca de Punk Rock Millencolin.

## Faixas
1. "Man or mouse" - 3:05 

2. "Fingers crossed" - 2:47

3. "Black eye" -  3:13

4. "Montego" - 3:00

5. "Punk rock rebel" - 3:06

6. "Kemp" - 3:26

7. "Botanic mistress" - 2:11

8. "Happiness for dogs" - 3:25

9. "Battery check" - 3:20

10. "Fuel to the flame" - 1:55

11. "Afghan" - 2:42

12. "Greener grass" - 2:50

13. "Home from home" - 2:13